# Tephrosia chimanimaniana
Tephrosia chimanimaniana är en ärtväxtart som beskrevs av Richard Kenneth Brummitt. Tephrosia chimanimaniana ingår i släktet Tephrosia och familjen ärtväxter. IUCN kategoriserar arten globalt som livskraftig. Inga underarter finns listade i Catalogue of Life.